# Euxoa nesilens
Euxoa nesilens là một loài bướm đêm trong họ Noctuidae.